# Transduktion

(1) En bakteriofag infekterar en bakterie. (2) Bakteriens DNA klipps upp i småbitar. (3) En del av de nybildade bakteriofagerna som släpps ut när bakterien lyserar innehåller bakteriellt DNA. (4, 5) En bakteriofag med bakteriellt DNA infekterar en annan bakterie, och överför sitt DNA till den. (6) I sällsynta fall kan det tillförda DNA:t fogas in i bakteriens egen kromosom.

Transduktion innebär genöverföring med hjälp av bakteriofager. Fagen infekterar bakteriecellen på normalt sätt. Cellens eget DNA styckas upp och den börjar producera nya fagkopior. När dessa fager fylls med DNA sker ingen kontroll av vilket DNA som packas in. Därför är det fullt möjligt att bitar av det uppstyckade bakterie-DNA:t packas in i fagen istället för fag-DNA. Fager packade med bakterie-DNA kan sedan infektera nya celler med DNA från andra bakterier. Den nya genetiska information som kommit in i mottagarcellen kan bli en del av dess genom bara om den ansluts till bakteriekromosomen via rekombination.
Bakterier kan uppta genmaterial även genom konjugation och transformation.

## Etymologi
Trans- som prefix betyder över, bortom, att gå bortom, från latinets trans-, som preposition över, gå över, bortom, det förmodliga ursprunget är från trare-, som betyder att korsa (se igenom).